# Surinam i olympiska sommarspelen 1992
Surinam deltog i de olympiska sommarspelen 1992 med en trupp bestående av 6 deltagare, vars medverkan resulterade i en bronsmedalj.

## Cykling
Herrarnas linjelopp
- Realdo Jessurun

## Friidrott
Men's 800 metres
- Tommy Asinga

Damernas 800 meter
- Letitia Vriesde
  - Heat — 1:59.93
  - Semifinal — 1:58.28 (→ gick inte vidare)

Damernas 1 500 meter
- Letitia Vriesde